# Edificio en avenida País Valencià 30 de Alcoy
El edificio en avenida País Valencià número 30 de la ciudad de Alcoy (Alicante), Comunidad Valenciana, España, es un edificio residencial de estilo modernista valenciano construido en el año 1911, obra del maestro de obras alcoyano Jorge Vilaplana Carbonell.

## Descripción
La vivienda fue proyectada por el maestro de obras de tradición ecléctica, Jorge Vilaplana Carbonell en el año 1911 para la residencia particular de Desiderio Arañó Caritey.
En el edificio se repite de forma simétrica la distribución de la fachada de la Casa Laporta, anterior en el tiempo y también de estilo modernista, muy próxima a esta.
En este edificio, el único de estilo modernista que realizaria su autor, experimenta con la estética modernista en las líneas curvas de las puertas y ventanas. La fachada contiene elementos historicistas y moriscos, incluyendo elementos modernistas principalmente en la decoración floral. Consta de planta baja, tres alturas y ático.